# Polipo (zoologia)

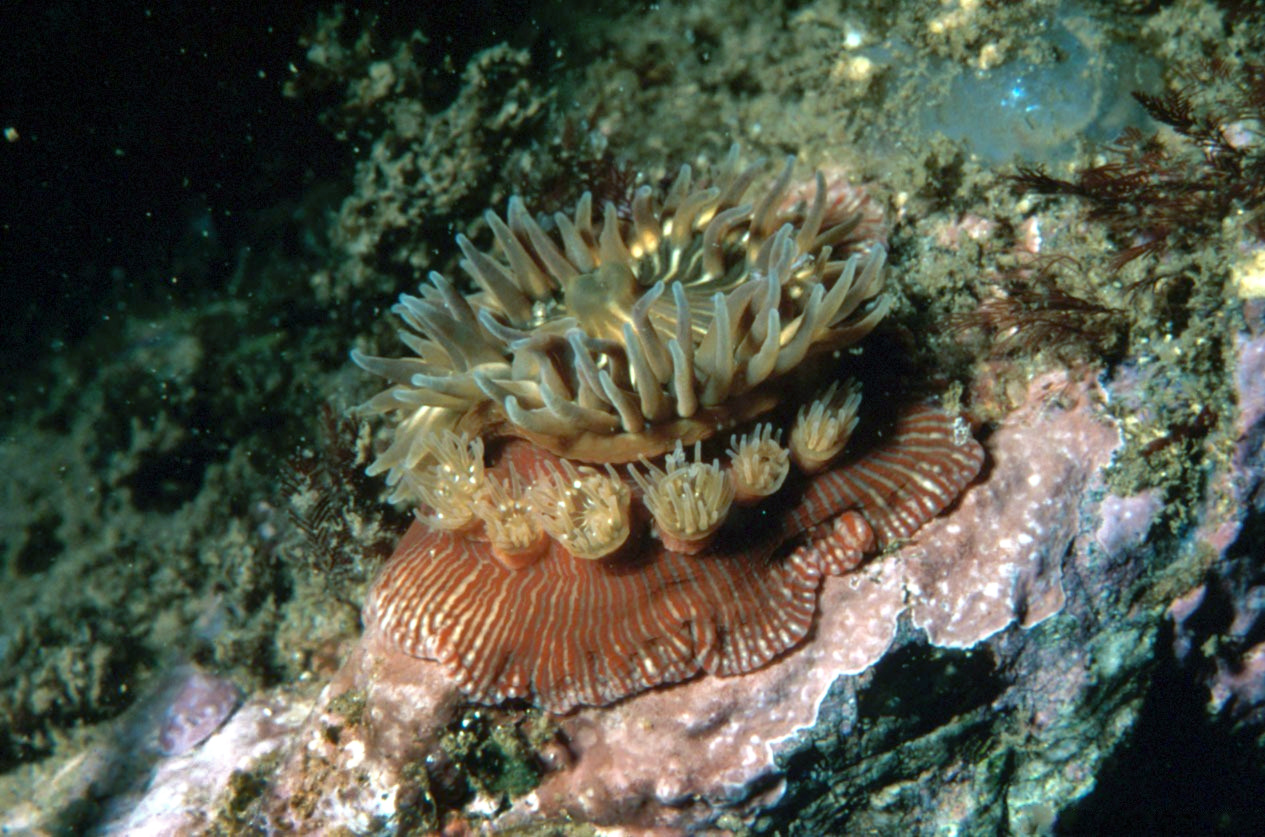
L'anemone Epiactis prolifera

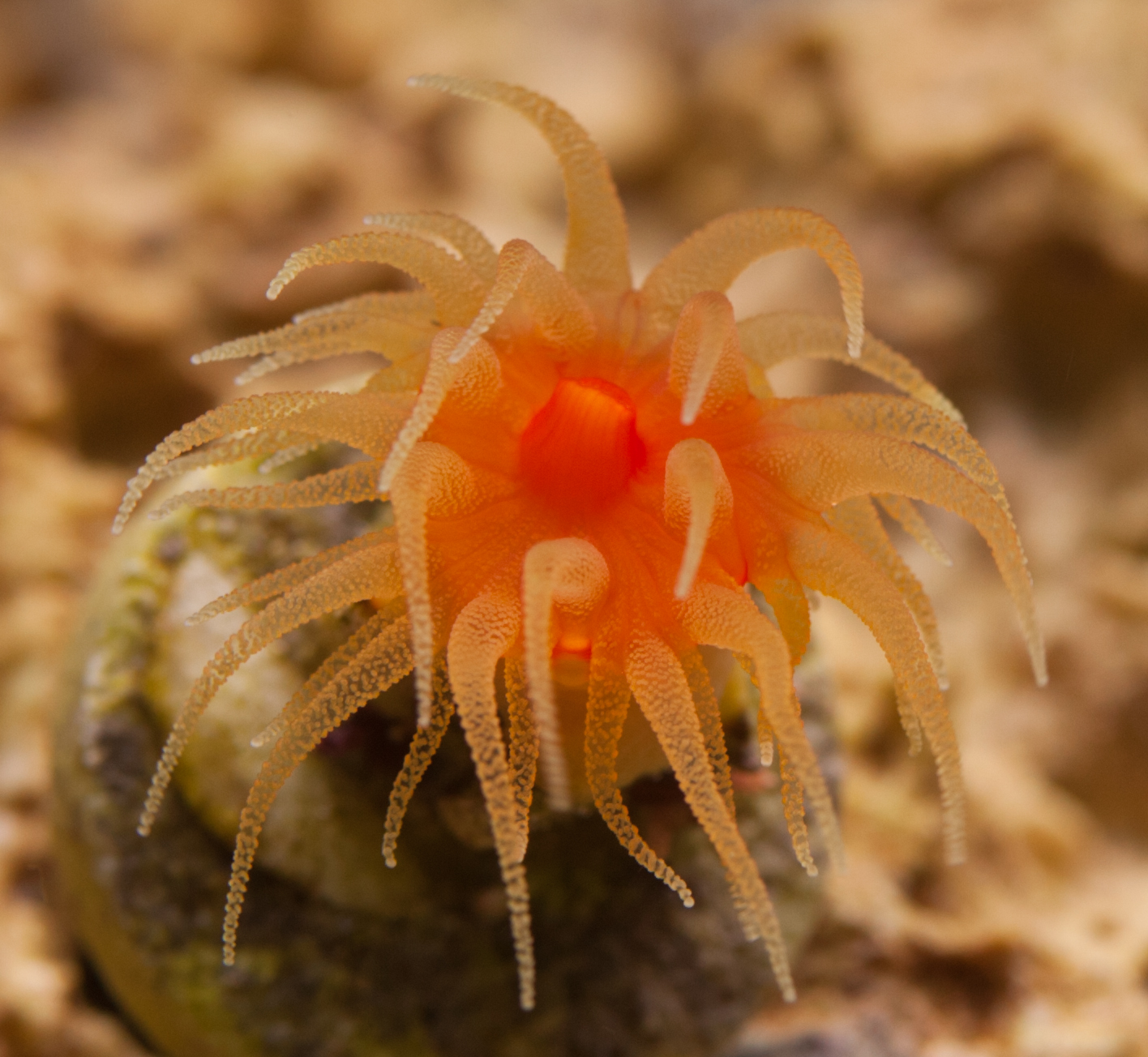

I polipi (dal greco πολύς, polýs, "molto" e  πούς, poùs, "piede", quindi "dai molti piedi") sono animali acquatici di diversa taglia appartenenti al phylum degli Cnidaria. 
I polipi possono essere solitari, come le anemoni di mare, o coloniali, come le madrepore (i coralli costruttori delle barriere coralline).
Spesso il termine polipo è usato erroneamente per riferirsi al polpo, che appartiene invece al phylum dei Mollusca.

## Sistematica
In alcune classi (idrozoi, scifozoi e cubozoi), la forma di polipo rappresenta uno dei due stadi vitali dell'organismo e può risultare ridotta o prevalente rispetto al successivo stadio di medusa.
In questi casi il polipo si riproduce asessualmente per gemmazione o strobilazione fino alla trasformazione in medusa, la quale potrà riprodursi sessualmente mediante creazione di gameti.

Nella classe degli antozoi e in alcuni idrozoi lo stadio di medusa è assente e i polipi possono riprodursi con le due modalità.

Anatomia di un polipo corallino

## Morfologia
I polipi presentano simmetria radiale negli Idrozoi e simmetria tetraradiale in Scifozoi e Cubozoi, sensibilità alle variazioni dell'intensità della luce sviluppata in strutture dette ocelli; un sistema nervoso non gerarchizzato e reticolare.

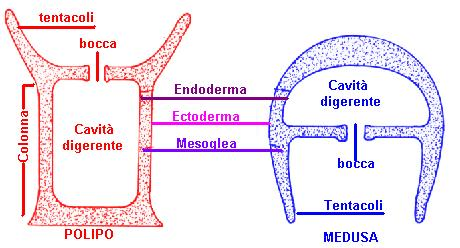
Confronto tra la forma di polipo e di medusa

I polipi corallini dell'ordine Scleractinia vivono all'interno di una "coppa", il corallite, che funge da sostegno all'animale e all'interno del quale il polipo si può ritrarre. Il corallite è composto di aragonite, che è una forma cristallina di carbonato di calcio, secreto dal polipo stesso. Ogni polipo può essere unito ai polipi adiacenti grazie al cenosarco: una membrana fatta da mesoglea ricoperta da un sottile strato di epidermide che collega gastrovascolarmente ogni polipo, permettendo così lo scambio di nutrienti.

## Biologia
Possono essere solitari o coloniali.
Sono di norma sessili o sedentari (effettuano rilocalizzazioni sporadiche). Fanno eccezione i polipi che appartengono a colonie natanti (formate da polipi e meduse) come Velella velella.